# 1. deild kvinnur (1986)
W roku 1986 odbyła się 2. edycja 1. deild kvinnur – pierwszej ligi piłki nożnej kobiet na Wyspach Owczych. W rozgrywkach wzięło udział 8 klubów z całego archipelagu. Tytułu mistrzowskiego broniła  drużyna B36 Tórshavn, jednak przejął go od niej HB Tórshavn.

## Uczestnicy
| Uczestnicy 1. deild kvinnur 1985                                                                              | Uczestnicy 1. deild kvinnur 1985 | Uczestnicy 1. deild kvinnur 1985 | Uczestnicy 1. deild kvinnur 1985 |
| --- | -------------------------------- | -------------------------------- | -------------------------------- |
| B36 | B36 Tórshavn                     | 1                                |                                  |
| HB | HB Tórshavn                      | 2                                |                                  |
| EB | EB Eiði                          | 3                                |                                  |
| KÍ | KÍ Klaksvík                      | 3                                |                                  |
| GÍ | GÍ Gøta                          | 4                                |                                  |
| SÍF | SÍF Sandavágur                   | 4                                |                                  |
| ÍF | ÍF Fuglafjørður                  | 5                                |                                  |
| MB | MB Miðvágur                      | 5                                |                                  |
| Oznaczenia: - kolumna pierwsza – skróty nazw drużyn, - kolumna trzecia – miejsce zajęte w poprzednim sezonie. |                                  |                                  |                                  |

## Rozgrywki

### Tabela ligowa
| Lp. | Drużyna            | M  | Z  | R | P  | Bramki | Bramki | Różn. | Pkt | Uwagi              |
| --- | ------------------ | -- | -- | - | -- | ------ | ------ | ----- | --- | ------------------ |
| 1   | HB Tórshavn (M)    | 14 | 10 | 3 | 1  | 41     | 9      | +32   | 23  |                    |
| 2   | GÍ Gøta            | 14 | 11 | 1 | 2  | 32     | 7      | +25   | 23  |                    |
| 3   | EB Eiði            | 14 | 9  | 1 | 4  | 23     | 12     | +11   | 19  |                    |
| 4   | B36 Tórshavn       | 14 | 6  | 4 | 4  | 19     | 13     | +6    | 16  |                    |
| 5   | KÍ Klaksvík        | 12 | 5  | 1 | 6  | 20     | 19     | +1    | 11  |                    |
| 6   | ÍF Fuglafjørður    | 13 | 4  | 0 | 9  | 12     | 22     | −10   | 8   |                    |
| 7   | SÍF Sandavágur (S) | 13 | 4  | 0 | 9  | 20     | 34     | −14   | 8   | Spadek do 2. deild |
| 8   | MB Miðvágur (S)    | 14 | 0  | 0 | 14 | 8      | 59     | −51   | 0   | Spadek do 2. deild |

### Wyniki spotkań
| Gospodarz \ Gość | B36 | EB  | GÍ  | HB  | ÍF  | KÍ  | MB   | SÍF |
| B36 Tórshavn     |     | 1:1 | 0:2 | 1:1 | 0:3 | 1:0 | 6:1  | 2:1 |
| EB Eiði          | 1:0 |     | 1:0 | 0:1 | 3:0 | 2:0 | 2:1  | 3:1 |
| GÍ Gøta          | 1:0 | 1:0 |     | 1:1 | 3:1 | 0:1 | 4:0  | 3:0 |
| HB Tórshavn      | 2:2 | 1:0 | 1:3 |     | 1:0 | 6:0 | 15:1 | 2:0 |
| ÍF Fuglafjørður  | 0:3 | 0:2 | 0:1 | 0:2 |     | 1   | 2:0  | 1:0 |
| KÍ Klaksvík      | 0:0 | 5:0 | 0:3 | 0:1 | 3:0 |     | 3:02 | 1   |
| MB Miðvágur      | 0:1 | 1:4 | 2:5 | 0:3 | 0:3 | 0:3 |      | 1:5 |
| SÍF Sandavágur   | 0:2 | 0:4 | 0:5 | 1:4 | 3:2 | 6:4 | 3:1  |     |

Aktualne na 20 kwietnia 2015. Źródło: HB.fo
Objaśnienia:
1Drużyna gospodarzy jest wymieniona po lewej stronie tabeli.
Kolory: zielony – zwycięstwo gospodarzy, żółty – remis, różowy – zwycięstwo gości.
Objaśnienia:
1. Mecz się nie odbył.
2. Zwycięstwo walkowerem przyznane KÍ Klaksvík.